# Adam Ziajski
Adam Ziajski (ur. 23 sierpnia 1972 w Poznaniu) –  reżyser teatralny, aktor, scenograf, menadżer kultur, producent i kulturoznawca. Założyciel i opiekun artystyczny Społecznego Miejsca Kultury "Scena Robocza".

## Życiorys
Absolwent Kulturoznawstwa na Uniwersytecie im. Adama Mickiewicza w Poznaniu. W latach 1988–1990 związany z Klubem Literackim "Lewitacje" i Niezależną Grupą Twórców "Imperatyw".
W 1991 roku wraz z Magdą Gąsiorowską założył Teatr Eksperymentalno-Obrazoburczy "Mada und Ziajski". W konsekwencji debiutu ("...trzeba ją mieć" - 1991) stałym miejscem jego poszukiwań artystycznych stał się Ośrodek Teatralny "Maski" przy Uniwersytecie im. Adama Mickiewicza w Poznaniu. Dwa lata później powołał zespół pod nazwą Teatr Strefa Ciszy (1993 - 2015). Grupa zrealizowała 35 spektakli, widowisk i happeningów w przestrzeniach otwartych, zgodnie z ideą „teatru miejskiego”. Wywoływanie efektu wspólnotowego, kreacja zabawy ludycznej, teatralizacja przestrzeni miejskich i życia społecznego oraz relacje interaktywne widz-aktor to najistotniejsze wyróżniki autorskich realizacji Strefy Ciszy. 
W roku 2012 powołuje projekt artystyczny "Centrum Rezydencji Teatralnej SCENA ROBOCZA", którego do dziś jest opiekunem artystycznym. W roku 2016 rozpoczął samodzielną drogę artystyczną realizując dyptyk dedykowany osobom wykluczonym społecznie; „Nie mów nikomu” (2016) zrealizowany z udziałem osób niesłyszących oraz „Spójrz na mnie” (2018) z udziałem osób niewidomych w Teatrze Śląskim w Katowicach. W roku 2019 zrealizował spektakl "Chciałbym nie być" w Teatrze Nowym w Poznaniu. Ten ostatni dedykowany rodzinom osób zaginionych. 
W latach 1996–2006 współzałożyciel i członek Rady Programowej Międzynarodowego Festiwalu Teatralnego Maski w Poznaniu. W 2010 współinicjator Sztabu Antykryzysowego na rzecz Poznańskiej Kultury. W efekcie działań Sztabu w roku 2011 odbył się Poznański Kongres Kultury.

## Twórczość

### Zrealizowane spektakle
- ...trzeba ją mieć (1991),
- Viatores (1993),
- Za-w-słuchanie (1995),
- Judasze (1995),
- Wodewil Miejski (1996),
- Misja (1997),
- Sąsiad 2000 (1999),
- Pressing (2002),
- 36,6 (2003),
- Koktajl z martwą naturą w tle (2004),
- D.N.A (2005),
- Kwatera (2005),
- Nauka Latania (2006),
- Salto Mortale (2008),
- Smacznego! (2011),
- Autobus RE//MIX (2012),
- Nie mów nikomu (2016),
- Spójrz na mnie (2018).
- Chciałbym nie być (2019).

### Wybrane happeningi i projekty specjalne
- Obraz Mojego Miasta (1997),
- Parada Pegaza (1998),
- Linia (1998),
- Defilady (1999),
- Postscriptum (2000),
- Kuranty (2001),
- Bitwy Miejskie (2002),
- Punkt Odniesienia (2003),
- Odsłanianie Mostu (2004),
- Last Minute (2009),
- Domino (2009),
- Piękni 20-letni (2013),

## Nagrody i wyróżnienia
W 1996 otrzymał wraz z zespołem prestiżową nagrodę krytyków teatralnych i dziennikarzy Offeusz na VI Międzynarodowym Festiwalu Teatralnym Malta w Poznaniu za Wodewil Miejski. W grudniu 1998 otrzymał nagrodę Gazety Wyborczej za Judasze na Łódzkich Spotkaniach Teatralnych. W 2001 Judasze otrzymały nagrodę główną Dionizji Ciechanowskich. W tym samym roku został laureatem Medalu Młodej Sztuki przyznawanego przez Oficynę Wydawniczą "Głosu Wielkopolskiego" za realizacje w Teatrze Strefa Ciszy, a w 2002 otrzymał Stypendium Artystyczne Miasta Poznania. Za Nie mów nikomu otrzymał Grand Prix dla najlepszego spektaklu TOPOFF Festival 2017 w Tychach oraz nagroda im. Zygmunta Duczyńskiego dla indywidualności artystycznej Przeglądu Teatrów Małych Form KONTRAPUNKT 2017. Rok później, w 2018 na tym samym festiwalu, otrzymuje dwie nagrody: Nagrodę Główną Jury oraz Grand Prix (Wielką Nagrodę Publiczności) za spektakl pt. „Spójrz na mnie”.